# الشاه بن ميكال
شاه بن ميكال أو الشاه بن ميكال كان نبيلًا إيرانيًا من آل ميكال، خدم كقائد عسكري لعبد الله بن طاهر، حاكم خراسان، ثم خدم لاحقًا بشكل مباشر تحت إمرة الخلفاء العباسيين.

## الحياة المهنية
كان ابنًا لـميكال، وهو نبيل غادر العراق واستقر في خُراسان، ويمكن تعقيب نسبه إلى الحاكم الصغدي ديفاشتيش [الإنجليزية]. كان لدى الشاه أيضًا أخًا اسمه محمد بن ميكال، الذي خلال بداية حياته المهنية، لعب إلى جانب الشاه، دورًا مهمًا تحت إدارة الحاكم الطاهري عبد الله بن طاهر الخراساني. وفي 864/865، قُتل محمد خلال معركة في الري. خلال الحرب الأهلية العباسية من 865-866 بين المستعين والمعتز، اصطف شاه مع غالبية الإيرانيين والعرب إلى جانب المستعين، في حين أن غالبية الضباط العسكريين الأتراك كانوا إلى جانب المعتز. في 20 آذار 865، قاتل الشاه، إلى جانب الضابطين العسكريين الآخرين بندر الطبري وخالد بن عمران ضد الأتراك بالقرب من بغداد لكنهم هُزموا وأُجبروا على الانسحاب. في النهاية، أدت الحرب الأهلية إلى انتصار المعتز. لكن شاه، إلى جانب العديد من مؤيدي المستنصرين في الحكومة، تمكنوا من تغيير ولائهم لـ المعتز.
في عام 870، أُرسل شاه على رأس جيش لقمع ثورة علي بن زيد الطالبي العلوي، وقد نجح في تحقيق ذلك. أثناء ثورة الزنج، عُين شاه في عام 880 كأحد قادة سلاح الفرسان. لا يُعرف شيء آخر عن شاه؛ فقد توفي لاحقًا في أواخر القرن التاسع.

## العائلة
كان للشاه ابن اسمه محمد بن شاه، الذي عيّنه في عام 892 الخليفة العباسي المعتضد كقائد لحرسه. وكان للشاه أيضًا ابن أخ اسمه اسمه عبد الله الميكالي، وهو ابن أخيه محمد.